# Walpole (Nuevo Hampshire)
Walpole es un pueblo ubicado en el condado de Cheshire en el estado estadounidense de Nuevo Hampshire. En el Censo de 2010 tenía una población de 3.734 habitantes y una densidad poblacional de 39,28 personas por km².

## Geografía
Walpole se encuentra ubicado en las coordenadas 43°4′52″N 72°24′11″O / 43.08111, -72.40306. Según la Oficina del Censo de los Estados Unidos, Walpole tiene una superficie total de 95.06 km², de la cual 91.11 km² corresponden a tierra firme y (4.15%) 3.95 km² es agua.

## Demografía
Según el censo de 2010, había 3.734 personas residiendo en Walpole. La densidad de población era de 39,28 hab./km². De los 3.734 habitantes, Walpole estaba compuesto por el 97.27% blancos, el 0.27% eran afroamericanos, el 0.19% eran amerindios, el 0.51% eran asiáticos, el 0% eran isleños del Pacífico, el 0.24% eran de otras razas y el 1.53% pertenecían a dos o más razas. Del total de la población el 1.34% eran hispanos o latinos de cualquier raza.